# رالف براون
رالف براون (به انگلیسی: Ralf Braun) (زادهٔ ۲۴ ژانویهٔ ۱۹۷۳) شناگر اهل آلمان است.